# هيكتور منديز ألاركون
هيكتور منديز ألاركون هو سياسي مكسيكي، ولد في 11 سبتمبر 1959 في ولاية هيدالغو في المكسيك. نشط حزبياً في حزب العمل الوطني. وقد انتخب عضو مجلس النواب المكسيك ‏.